# Castello degli Orsini
Il castello degli Orsini si trova a Morlupo, in provincia di Roma.

## Storia e descrizione
Il castello attuale fu ricostruito dopo che quello precedente, di epoca medioevale, andò distrutto nel 1433.

Si trova in fondo alla via del Corso ed è posto come sbarramento di protezione dell'ingresso al Rione Mazzocca, in quanto detto rione è naturalmente protetto dagli altri lati da profondi e scoscesi dirupi. Esso era certamente munito di mastio, dalla cui sommità si poteva scorgere il sistema di torri di vedetta verso la Flaminia, e verso la Tiberina.

Nel XVI secolo Antimo Orsini, volendo lasciare un segno evidente della sua signoria sul paese, da via ad un'opera di trasformazione del Castello. Il progetto rispecchia nell'impostazione gli schemi tipici della residenza principesca rinascimentale; la pianta ripropone un lessico architettonico di derivazione sangallesca ampiamente diffuso nel Lazio.

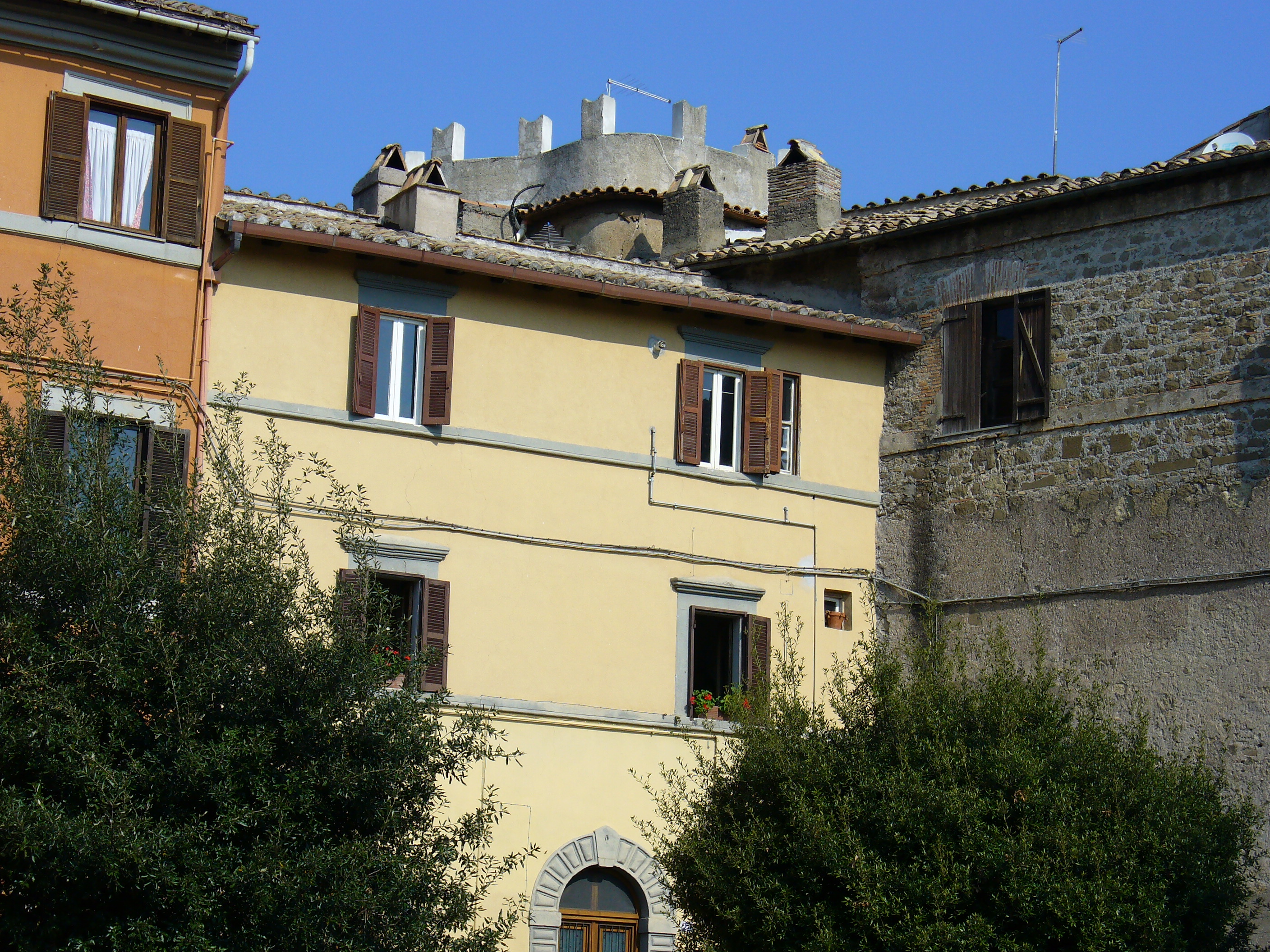
La torre est del castello degli Orsini

Gli ambienti, perfettamente simmetrici, sono disposti intorno ad un cortile quadrato con un lato porticato dal quale si accede alla scala principale. Anche gli ingressi sono simmetrici e rivolti l'uno verso la piazza principale (piazza Giovanni XXIII), l'altro verso il borgo.

Con il rifacimento della Porta Romana venne anche attuata la ristrutturazione della torre, definitivamente unita al castello mediante la creazione di un passaggio coperto. Sulla nuova porta figura il leone rampante degli Orsini-Aldobrandeschi ed il lupo con il gallo, simbolo della comunità di Morlupo.

I lavori di costruzione del castello terminarono nel 1598. Il prospetto principale domina completamente la piazza castellana e su ciascun architrave è inciso il nome Antimus Ursinus.

Pochi anni dopo, nel 1613, gli Orsini vendono il feudo alla famiglia Borghese e da questo momento il Palazzo perde la sua importanza, non più abitato dal feudatario, diviene la residenza del governatore ed è in gran parte utilizzato come granaio.

Nel 1652 viene realizzata la scala sulla piazza, a destra dell'ingresso principale.